# Quinter, Kansas
Quinter là một thành phố thuộc quận Gove, tiểu bang Kansas, Hoa Kỳ. Năm 2010, dân số của xã này là 918 người.

## Dân số
Dân số các năm:
- Năm 2000: 961 người
- Năm 2010: 918 người